# 1991 no jornalismo
Nesta página encontrará referências aos acontecimentos directamente relacionados com o jornalismo ocorridos durante o ano de 1991.

## Eventos
- 28 de setembro — Término da publicação em Lisboa do jornal diário Diário Popular, que foi publicado desde 1942.[1]

## Nascimentos
| Data          | Nome       | Profissão              | Nacionalidade | Observações | Ref |
| ------------- | ---------- | ---------------------- | ------------- | ----------- | --- |
| 1 de dezembro | Aaron Tura | jornalista e colunista | Brasil        |             |     |

## Mortes
| Data           | Nome            | Profissão                                | Nacionalidade | Observações | Ref |
| -------------- | --------------- | ---------------------------------------- | ------------- | ----------- | --- |
| 11 de junho    | Pompeu de Sousa | jornalista, professor e político         | Brasil        | n. 1914     |     |
| 30 de setembro | Chagas Freitas  | jornalista e político                    | Brasil        | n. 1914     |     |
| 10 de outubro  | Álvaro Salema   | jornalista, ensaísta e crítico literário | Portugal      | n. 1914     |     |